# الدرمونة
إن سفينة الدرمونة (مناليونانية δρόμων, dromōn، أي «العدّاء») هي من أنواع القادس وأهم سفينة حربية في القوات البحرية البيزنطية من القرن الخامس حتى القرن الثاني عشر بعد الميلاد، حيث تلاها السفن الشراعية ذات المجاديف على الطراز الإيطالي. ولقد تم تطويرها من السفينة الليبورنية التي كانت الدعامة الأساسية لـ القوات البحرية الرومانية في عهد الإمبراطورية.
إن الكلمة الإنجليزية الوسطى dromond والفرنسية القديمة dromont مشتقة من الكلمة درمونة، وتوصف أي سفينة كبيرة لا سيما المتعلقة بالعصور الوسطى.

## التطور والخصائص
يُعد ظهور السفن الحربية في العصور الوسطى وتطورها أمرًا مثيرًا للجدل والتخمين: حتى وقت قريب لم يتم العثور على بقايا سفينة حربية بمجاديف من العصور الوسطى القديمة أو أوائل هذه العصور، والمعلومات المطلوب تجميعها بواسطة تحليل الأدلة الأدبية، والتصويرات الفنية الخام والبقايا القليلة للسفن التجارية (مثال، في القرن السابع حطام سفينة بانتانو لونجاريني (Pantano Longarini) من صقلية، وفي القرن السابع سفينة ياسي آدا (Yassi Ada) وفي القرن الحادي عشر حطام سفينة سيكريسي ليميني (Serçe Limanı)). تم التنقيب عن الآثار فقط في عام 2005-2006 لمشروع مرمرة في موقع ميناء إليوثيريوس (ينيكابي الحديثة) والتي كشفت الغطاء عن بقايا أكثر من 36 سفينة بيزنطية من القرن الساس حتى القرن العاشر، بما في ذلك أربع قواديس مضيئة من نوع السفن الشراعية ذات المجاديف.
ووجهة النظر المقبولة هي أن التطورات الرئيسية التي تفرق سفينة الدرمونة من السفن الليبورنية، وما تتسم به السفن الشراعية المتوسطية ذات المجاديف، هي وجود سطح (katastrōma) كامل للسفينة، والتخلي عن المناقير في مقدمة السفينة واستخدام النتوء الموجود فوق الماء والمقدمة التدريجية للأشرعة اللاتينية. أما الأسباب الدقيقة للتخلي عن المناقير ((باللاتينية: rostrum)‏, (باليونانية: ἔμβολος)‏) فهي غير واضحة. وقد تُشرح جيدًا توصيفات مقدمة السفينة المشار إليها أعلاه في مخطوطة الفاتيكان فيرجيل في القرن الرابع أنه تم استبدال المنقار بالفعل بالنتوء في السفن الشراعية الرومانية مؤخرًا. هناك احتمالية واحدة أن التغيير الذي حدث بسبب التطور التدريجي لأسلوب إنشاء أول هيكل التجويف المستطيل في الخشب واللسان الخشبي هيكل، أمام ما صُمِم للمناقير، فقد تحول إلى هيكل أقوى وأكثر مرونة وأقل عرضة لهجمات المنقار. وبحلول القرن السابع عشر تقريبًا، انتهت الوظيفة الأصلية للمناقير، إذا حكمنا حسب تعليقات ايزيدورو السيفييانى (Isidore of Seville) التي استخدمت للحماية من الاصطدام بالصخور تحت الماء. وفيما يتعلق بالشراع اللاتيني، اقترح شتى الكتّأب أنها دخلت البحر المتوسط بواسطة العرب، وهناك احتمال أن أصلها الأساسي في الهند. ومع ذلك، فقد قاد الباحثون اكتشاف تصورات ومراجع أدبية جديدة في العقود الأخيرة إلى تأريخ ظهور الشراع اللاتيني في بلاد الشام في أواخر العصور الهلنستية أو في أوائل العصر الرومانية. ليست فقط السفن ثلاثية المجاديف ولكن رباعية المجاديف كانت معروفة أيضًا، واستخدمت لقرون (معظمها في مراكب أصغر) بالتوازي مع الأشرعة المربعة.

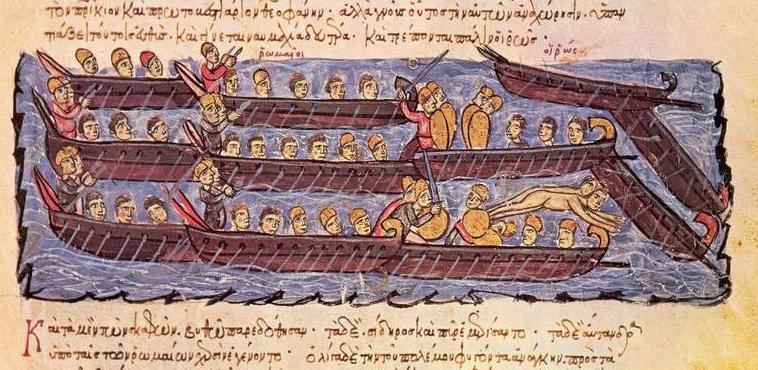
يعرض التوضيح من مدريد سكاي ليتزيس (Madrid Skylitzes) نجاح الأسطول البيزنطي في صد الهجمة الفارنجية في القسطنطينية عام 941، واستخدام النتوءات لتحطيم مجاديف سفن الفارنجة. حددت طرق اقتحام السفن والقتال المتضافر نتائج معظم المعارك البحرية في العصور الوسطى.

إن أسطول بيليساريوس (Belisarius) أثناء المملكة الوندالية كما وصفه بروكوبيوس القيساري (Procopius of Caesarea) كان على ما يبدو مجهزًا بأشرعة لاتينية على الأقل مما يرجح أن ذلك الوقت هو الذي أصبحت فيه الأشرعة اللاتينية معدات قياسية للدرمونة  مع الشراع المربع التقليدي الذي يندرج تدريجيًا من الاستخدام في الملاحة في العصور الوسطى. كانت سفن الدرمونة هذه في القرن السادس أحادية الرصيف ("المونوريم") مزودة بـ 50 مجدافًا في كل جانب 25 مجدافًا. ومرة أخرى، بخلاف السفن الهلنستية التي استخدمت ذراع امتداد، حيث تمتد هذه الأزرع مباشرة من هيكل السفينة. في آخر سفينتين من سفن الدرمونة ("بيريمي") للقرن التاسع والعاشر، تم تقسيم مجوعتي المجاديف (الأسياي) على ظهر السفينة، وكانت مجوعة المجاديف الأولى بالأسفل، بينما كانت المجموعة الثانية موجودة فوق ظهر السفينة؛ ومن المتوقع أن تلك المجاديف للقتال بجانب المشاة البحريين على السفينة في عمليات الركوب. اقترح الباحث اليوناني خريستوس ماكريبولياس (Christos Makrypoulias) بترتيب 25 مُجدفًا بالأسفل و35 مُجدفًا على ظهر السفينة على جانبي الدرمونة حيث يكون للسفينة 120 مُجدفًا. من المتحتمل أن يكون الطول الكلي لهذه السفن حوالي 32 مترًا. وعلى الرغم من أن معظم السفن المعاصرة لها سارية واحدة (هيستوز histos أوكاتاريشن katartion، إلا أن أكبر الدرامين ربما تحتاج إلى ساريتين للمناورة بفاعلية، ومع افتراض أن الشراع اللاتيني الواحد لسفينة بهذا الحجم فقد تصل إلى مسافات لا يمكن التحكم بها. وتوجه السفينة عن طريق دفات الربع الثاني الدفة الرباعية في المؤخرة (prymnē)، التي تضم أيضًا خيمة القبطان (skēnē) التي تغطي سرير القبطان (krab(b)at(t)os).‌ تميزت مقدمة المركب (prōra) بسلوقية المركب المرتفعة (pseudopation)، والصندوق في الأسفل يُصرف نار الإغريق المتوقعة،  مع أن الصناديق الثانوية يمكن وضعها أيضًا في منتصف السفن على أي من الجانبين. شاشة قماشية (kastellōma)، يُعلق جنود المشاة البحرية دروعهم عليها ثم الدوران حول جوانب السفينة وتوفير الحماية للطاقم الموجود على ظهر السفينة. كان للسفن الأكبر رخًا خشبيًا (xylokastra) على الجانبين بين الساريتين، تشبه تلك التي شهدها الليبورنانيون الرومانيون، وتوفر للرماة منصات إطلاق مرتفعة. وكان القصد من نتوء مقدمة السفينة (peronion) هو ركوب أكثر من جداف سفينة العدو، وكسرها وتعجيزها عن إطلاق الصواريخ والقيام بإجراءات داخلية.
كشفت التنقيبات في ينيكابي عن أربع سفن galeai، ويرجع تاريخها إلى القرن العاشر والحادي عشر، هذه السفن بتصميم وإنشاء موحد، مما يدل على مركزية عملية التصنيع. طولهم يبلغ 30 مترًا، وقد بُنيت في صنوبر أسود ودلب مشرقي.

## المتغيرات
وبحلول القرن العاشر، كان هناك ثلاثة أصناف رئيسية للسفن الحربية المزدوجة من نوع الدرمونة العام، كما هو مفصل في قوائم الجرد لإرسال الحملات ضد إمارة كريت في 911 و949: [تشيلانديون] ousiakon ([χελάνδιον] οὑσιακόν)، أُطلق عليه هذا الاسم لأنه كان مقوّى من قبل ousiai وتتكون من 108 رجل؛ [تشيلانديون] بامفيليون ([χελάνδιον] πάμφυλον), طاقمها يصل من 120 إلى 160 رجل، واسمها إما يعني أصل منطقة بامفيليا على أنها وسيلة نقل أو عمل الطاقم الخاص بها مع «أطقم الالتقاط» (من πᾶν+φῦλον, «جميع القبائل»)؛ وأصل درمونة ويتكون طاقمها من اثنين من ousiai. وفي مراسم احتفالات قسطنطين السابع، قال إن الدرمونة الثقيلة يجب أن يكون لها طاقم أكبر من 230 مجدف و70 من جنود المشاة البحرية؛ واعتبر خبير البحرية جون بريور هؤلاء الجنود من الزائدين على متن السفينة، بينما اقترح ماكريبولياس أن يكون الرجال الزائدين بالتوافق مع المجدف الثاني في كل من مجاديف الضفة العلوية. أصغر سفينة بضفة واحدة، (monērēs μονήρης, «بضفة واحدة») أو سفينة شراعية (γαλέα، مشتقة من المصطلح «سفينة شراعية»). كان يستخدم الطاقم المكون من 60 رجلًا من أجل البعثات الاستطلاعية ولكن أيضًا في جناحي خط المعركة.
الدرمونة ثلاثية الضفاف («سفن ثلاثية المجاديف») وُصِفت في القرن التاسع مع العمل المكرس في عهد parakoimōmenos بازل ليكابينوس. ومع ذلك، فإن هذه الأطروحة، تعيش فقط في أجزاء، تعتمد اعتمادًا كبيرًا على مراجع تتحدث في ظهور سفن ثلاثية المجاديف القديمة وإنشائها، ومن ثم، يجب استخدامها بحذر عند محاولة تطبيقها على السفن الحربية في العصور البيزنطية الوسطى. ومع ذلك، فإن وجود السفن ثلاثية المجاديف يشهد على وجود البحرية الفاطمية في القرنيين الحادي عشر والثاني عشر، وقد تشير أيضًا المراجع التي قدمها ليو السادس عن السفن العربية الكبيرة في القرن العاشر إلى السفن الشراعية ثلاثية المجاديف.
لنقل البضائع، غالبًا ما كان البيزنطيون يجندون السفن التجارية العادية على أنها سفن نقل بضائع (phortēgoi) أو سفن إمداد (skeuophora). وكان هذا على ما يبدو في معظم السفن الشراعية، وليس السفن ذات المجاديف. استخدم البيزنطيون والعرب الحصان كوسيلة نقل (hippagōga), التي كانت تُمثل في السفن الشراعية والسفن الشراعية ذات المجاديف، وهذا الاستخدام بالتأكيد تم تعديله لاستيعاب الخيل. نظرًا لأن chelandia ظهرت أصلاً لتكون وسيلة نقل بمجاديف، وهذا يعني أن هناك اختلافات في الإنشاء بين تشيلانديون وأصل درمونة، المصطلحات التي غالبًا ما تستخدم في المصادر الأدبية دون تمييز. بينما تم تطوير درمونة خاصة لتكون سفينة حربية، كان لـتشيلاندون مقصورة خاصة في منتصف السفينة لاستيعاب صف الخيول، لزيادة عرض السفينة ومخزن وعمقها.